# Frank Schoeman
Frank Schoeman (ur. 30 lipca 1975 w Kapsztadzie) – południowoafrykański piłkarz występujący podczas kariery na pozycji obrońcy.

## Kariera piłkarska
Frank Schoeman jest wychowankiem klubu Bush Bucks FC. W drużynie seniorów zadebiutował w 1997 roku. W 1999 roku przeniósł się do duńskiego Lyngby BK. W Superligaen rozegrał w sumie 27 spotkań i nie strzelił ani jednego gola. W 2002 roku powrócił do kraju, a konkretnie trafił do drużyny Mamelodi Sundowns FC. Tutaj w tym samym roku zakończył profesjonalną karierę piłkarską.
Schoeman w reprezentacji RPA zadebiutował w 1999 roku. Ostatni mecz rozegrał w 2001 roku i do tamtej ma na swoim koncie 13 występów w drużynie narodowej. Ani razu nie trafił do siatki rywala. Był także powołany na Puchar Narodów Afryki 2000 i 2002. Podczas tego pierwszego rozegrał 1 spotkanie: w zwycięskim po rzutach karnych meczu o 3. miejsce z Tunezją.